# メトロンズ
メトロンズは、吉本興業に所属する日本の演劇チーム。
本項では、前身となるユニットのSIX GUNSについても記述する。

## メンバー
- しずる（池田一真、村上純）
- ライス（関町知弘、田所仁）
- サルゴリラ（赤羽健壱、児玉智洋）
- 中村元樹
  - 作家、元サヨナラダンス

作家の中村元樹が演出を行い、しずる、ライス、サルゴリラの6人が公演に出演する。

## 経歴
ヨシモト∞ホールの卒業に伴いネタを試す機会を減らしていたライスとサルゴリラに、NSC東京校で同期のしずるが加わって2016年3月にライブを開催した。これをきっかけにユニット名を「SIX GUNS」とし、神保町花月で毎月ライブを開催した。当初はそれぞれのコンビのネタの後にユニットでのコントを行うという構成であったが、次第にユニットコントのみを行うようになっていった。
2018年12月に神保町花月が芝居公演に特化することになったため、同月をもってユニットとしての活動を休止した。
約半年間の話し合いを経て、2019年8月にユーロライブでの公演で活動を再開した。その後、作家の中村元樹を加え、「メトロンズ」を結成することを発表した。SIX GUNS時代とは異なり、コントライブや演劇という枠にとらわれないジャンルレスな公演に取り組んでいる。ユニット名は田所の発案で、中村が加入して7人組になったことからウルトラセブンに登場するメトロン星人に由来しており、またメンバーの大半が東京都出身であることから「メトロポリタン」とも掛かっているという。
当初は第1回公演を2020年4月に行う予定であったが中止となり、1年後の2021年4月に新たに執筆した台本で上演された。

## 公演
1. 『副担任会議』（2021年4月21日 - 25日、赤坂RED/THEATER）[7]
2. 『ミスタースポットライト』（2021年10月6日 - 10日、赤坂RED/THEATER）[8]
3. 『僕の大好きな最悪な飲み会』（2022年5月4日 - 8日、赤坂RED/THEATER）[9]
4. 『Pump Up Boys!』（2022年11月30日 - 12月4日、赤坂RED/THEATER）[10]
5. 『ホームルール』（2023年7月19日 - 23日、赤坂RED/THEATER）[11]
6. 『寝てるやつがいる!』（2024年1月24日 - 28日、赤坂RED/THEATER）[12]
7. 『店出す』（2024年10月17日 - 27日、赤坂RED/THEATER）[13]

## 出演

### テレビドラマ
- 向かいのアイツ（2024年4月3日 - 6月19日、BS松竹東急） - 越川透馬 役（池田一真）、客 役（村上）、客 役（関町）、客 役（田所）、成田信春 役（赤羽）、山本貴志 役（児玉）、脚本（中村）[14]